# 네빌 프랜시스 모트
네빌 프랜시스 모트 경(Sir Nevill Francis Mott, CH, FRS, 1905년 9월 30일 ~ 1996년 8월 8일)은 영국의 물리학자이다. 1977년에 노벨 물리학상을 받았다.

## 서훈
- 1962년 기사작위(Knight Bachelor) 서임[1]
- 1995년 컴패니언 오브 아너(Order of the Companions of Honour, CH)[2]